# Liste von Talsperren in Niger
Die Liste von Talsperren in Niger ist nach Name der Talsperre, Region in Niger, Jahr der Fertigstellung, Stauvolumen in Millionen Kubikmeter und gestautem Gewässer sortierbar.

## Liste
| Name                     | Region    | Fertigstellung | Stauvolumen (in Mio. m³) | Gestautes Gewässer    |
| ------------------------ | --------- | -------------- | ------------------------ | --------------------- |
| Tiguirwit-Talsperre      | Agadez    | 1969           | 11                       | Tiguirwit             |
| Garadoumé-Talsperre      | Tahoua    | 1968           | 0,7                      | Nebental der Maggia   |
| Guidan-Kodidi-Talsperre  | Tahoua    | 1983           | 4                        | Galmi                 |
| Guidan-Magagi-Talsperre  | Tahoua    | 1971           | 1,6                      | Nebental der Maggia   |
| Ibohamane-Talsperre      | Tahoua    | 1970           | 6                        | Aboutoul              |
| Kawara-Talsperre         | Tahoua    | 1968           | 4                        | Nebental der Maggia   |
| Keita-Talsperre          | Tahoua    | 1955           | 6,5                      | Zourourou             |
| Mouléla-Talsperre        | Tahoua    | 1968           | 1                        | Nebental der Maggia   |
| Mozagué-Talsperre        | Tahoua    | 1980           | 30                       | Maggia                |
| Tegueleguel-Talsperre    | Tahoua    | 2010           | 6                        | Alambanya             |
| Tounfafi-Talsperre       | Tahoua    | 1968           | 0,25                     | Nebental der Maggia   |
| Zongo-Talsperre          | Tahoua    | 1978           | 10                       | Maggia                |
| Tapoa-Talsperre          | Tillabéri | 1975           | 1,2                      | Tapoa                 |
| Téra-Talsperre           | Tillabéri | 1980           | 11                       | Dargol                |
| Bakatsiraba-Talsperre    | Zinder    | 2008           | 0,1                      | Nebental des Jin Jiri |
| Bani-Walki-Talsperre     | Zinder    | 2008           | 0,4                      | Kokoram               |
| Bargouma-Talsperre       | Zinder    | 2008           | 0,4                      | Nebental des Zermou   |
| Goumda-Tambari-Talsperre | Zinder    | 2008           | 1,5                      | Nebental der Korama   |
| Kassama-Talsperre        | Zinder    | 2007           | 2,1                      | Zermou                |
| Toumbala-Talsperre       | Zinder    | 2007           | 5,8                      | Zermou                |